# Андрес Гульєльмінп'єтро
Андрес Гульєльмінп'єтро (ісп. Andrés Guglielminpietro, нар. 10 квітня 1974, Сан-Ніколас-де-лос-Арройос) — аргентинський футболіст, що грав на позиції півзахисника, зокрема за клуби «Хімнасія і Есгріма», «Мілан» та «Інтернаціонале», а також за національну збірну Аргентини.
По завершенні ігрової кар'єри — тренер.

## Клубна кар'єра
У дорослому футболі дебютував 1994 року виступами за команду «Хімнасія і Есгріма», в якій провів чотири сезони, взявши участь у 103 матчах чемпіонату.  Більшість часу, проведеного у складі «Хімнасія і Есгріма», був основним гравцем команди.
Своєю грою за цю команду привернув увагу представників італійського «Мілана», до складу якого приєднався 1998 року. У новій команді відразу почав отримувати регулярну ігрову практику і вже за результатами сезону 1998/99 допоміг їй вибороти титул чемпіонів Італії. Загалом відіграв за «россонері» три сезони.
Влітку 2001 року аргентинець, який почав дедалі рідше залучатися до ігор «Мілана», був обміняний до «Інтернаціонале» на Крістіана Броккі. У цій міланській команді спочатку досить регулярно виходив на поле, утім вже в сезоні 2002/03 взяв участь лише у 7 іграх італійської першості, після чого на сезон віддавався в оренду до «Болоньї», де також помітною фігурою в тактичних побудовах команди не став. 
2004 року повернувся на батьківщину, ставши гравцем «Бока Хуніорс», а за рік на орендних умовах попрямував до еміратського «Аль-Насра» (Дубай).
Завершував ігрову кар'єру в рідному «Хімнасія і Есгріма», куди повернувся 2006 року і де відіграв ще один сезон.

## Виступи за збірну
1999 року провів шість офіційних матчів у складі національної збірної Аргентини, два з яких — в рамках тогорічного Кубка Америки.

## Кар'єра тренера
Завершивши ігрову кар'єру 2007 року, розпочав тренерську роботу, увійшовши до тренерського штабу «Естудьянтес». У подальшому працював на позиціях помічника головного тренера в «Рівер Плейт», «Сан-Лоренсо» та «Кільмесі». 
З 2014 року розпочав самостійну тренерську роботу, очоливши нижчоліговий «Дуглас Гайг», згодом також тренував «Нуева Чикаго» та «Сентраль Кордова».
| Дата       | Місто     | Господарі  | Результат | Гості     | Турнір                       | Голи | Примітки |
| ---------- | --------- | ---------- | --------- | --------- | ---------------------------- | ---- | -------- |
| 31-3-1999  | Амстердам | Нідерланди | 1 – 1     | Аргентина | товариський матч             | -    | 46' 82'  |
| 9-6-1999   | Чикаго    | Мексика    | 2 – 2     | Аргентина | товариський матч             | -    | 46'      |
| 13-6-1999  | Вашингтон | США        | 1 – 0     | Аргентина | товариський матч             | -    |          |
| 1-7-1999   | Луке      | Аргентина  | 3 – 1     | Еквадор   | Копа Америка 1999 - 1-й етап | -    | 67'      |
| 4-7-1999   | Луке      | Аргентина  | 0 – 3     | Колумбія  | Копа Америка 1999 - 1-й етап | -    | 68'      |
| 28-10-1999 | Кордова   | Аргентина  | 2 – 1     | Колумбія  | товариський матч             | -    | 66'      |
| Усього     |           | Матчів     | 6         |           | Голів                        | 0    |          |

## Титули і досягнення
- Чемпіон Італії (1):

«Мілан»: 1998-1999
- Володар Південноамериканського кубка (1):

«Бока Хуніорс»: 2004